# Danh sách tác phẩm của Pyotr Ilyich Tchaikovsky
Dưới đây là danh sách các tác phẩm của nhà soạn nhạc nổi tiếng người Nga Pyotr Ilyich Tchaikovsky.

## Opera
- Voyevoda (1869)
- Undine (1869, đã bị hủy)
- Oprichnik (1874)
- Thợ rèn Vacula (1876, năm 1885 thì sửa thành Chervichki)
- Evgeny Onegin (1879)
- Cô gái Orleans (1881)
- Mazeppa (1884)
- Chervichki (1885)
- Mụ phù thủy (1887)
- Con đầm pích (1890)
- Yolanta (1892)

## Ballet
- Hồ thiên nga (1887)
- Người đẹp ngủ trong rừng (1890)
- Chiếc kẹp hạt dẻ (1892)

## Cantata
4 bản, nổi tiếng nhất là Moskva (1883)

## Giao hưởng
6 bản:
- Số 1 (1866)
- Số 2 (1872, sau được sửa lại vào năm 1879)
- Số 3 (1875)
- Số 4 (1878)
- Số 5 (1888)
- Số 6 (1893)
- Số 7 (1885)
- Số 8
- Số 9 (1892)

## Tổ khúc
5 bản:
- Số 1 (1879)
- Số 2 (1883)
- Số 3 (1884)
- Số 4 (1887)
- Tổ khúc Kẹp hạt dẻ (1892)

## Fantasy
- Romeo và Juliet (1869, sửa lại vào các năm 1870, 1880)
- Bão táp (1873)
- Francesca de Rimini (1876)

## Capriccio
Capriccio Italien

## Ballade
Voyevoda (1891)

## Overture
5 bản, nổi tiếng nhất là 1812 (1880)

## Hành khúc
3 bản, nổi tiếng nhất là Hành khúc Slav (1876)

## Tác phẩm chodàn nhạc dây
2 tác phẩm, nổi tiếng là bản Serenade cung Đô trưởng (1880)

## Concertovà các tác phẩm khác dành cho độc tấu và dàn nhạc
- Ba bản dành cho piano và dàn nhạc giao hưởng

- Số 1 (1875)
- Số 2 (1880, sửa lại 2 lần vào năm 1893)
- Số 3 (1893)

- Concerto cho violin và dàn nhạc giao hưởng
- Bản Concert Fantasy dành cho piano và dàn nhạc giao hưởng
- Sérénade mélanconique (1875)
- Valse-Scherzo (1877)
- Những biến tấu trên chủ đề rococo (1876)

## Nhạc thính phòng

### Tứ tấu
3 bản dành cho piano 
- Số 1 (1871)
- Số 2 (1874)
- Số 3 (1876)

### Tam tấu
Tam tấu piano Tưởng nhớ người nghệ sĩ vĩ đại (chính là Nikolay Rubinstein, 1882)

### Sonata
2 sonata cho piano

### Các khúc nhạc khác dành riêng cho piano
- Bốn mùa (1876)
- Album trẻ thơ (1878)
- Điệu valse trữ tình (1882)
- Dumca (1886)

### Romance
104 bản, trong đó tiêu biểu là:
- Quên sao nhanh thế
- Muốn chỉ một lần thôi
- Phút giây hãi hùng
- Serenade Don Juan
- Khi ấy đầu xuân
- Giữa vũ hộ tưng bừng
- Giá như tôi biết
- Những đêm điên loạn
- Tôi đã mở cửa sổ

## Các tác dành chohợp xướng
Gồm nhạc thế tục và nhạc tôn giáo

## Nhạc chosân khấu
Nổi bật là Nàng Tuyết của Alexander Ostrovsky

## Khác
- Sách hướng dẫn nghiên cứu hòa thanh thực hành (1871)
- Các bài báo